# Андреа Контаріні

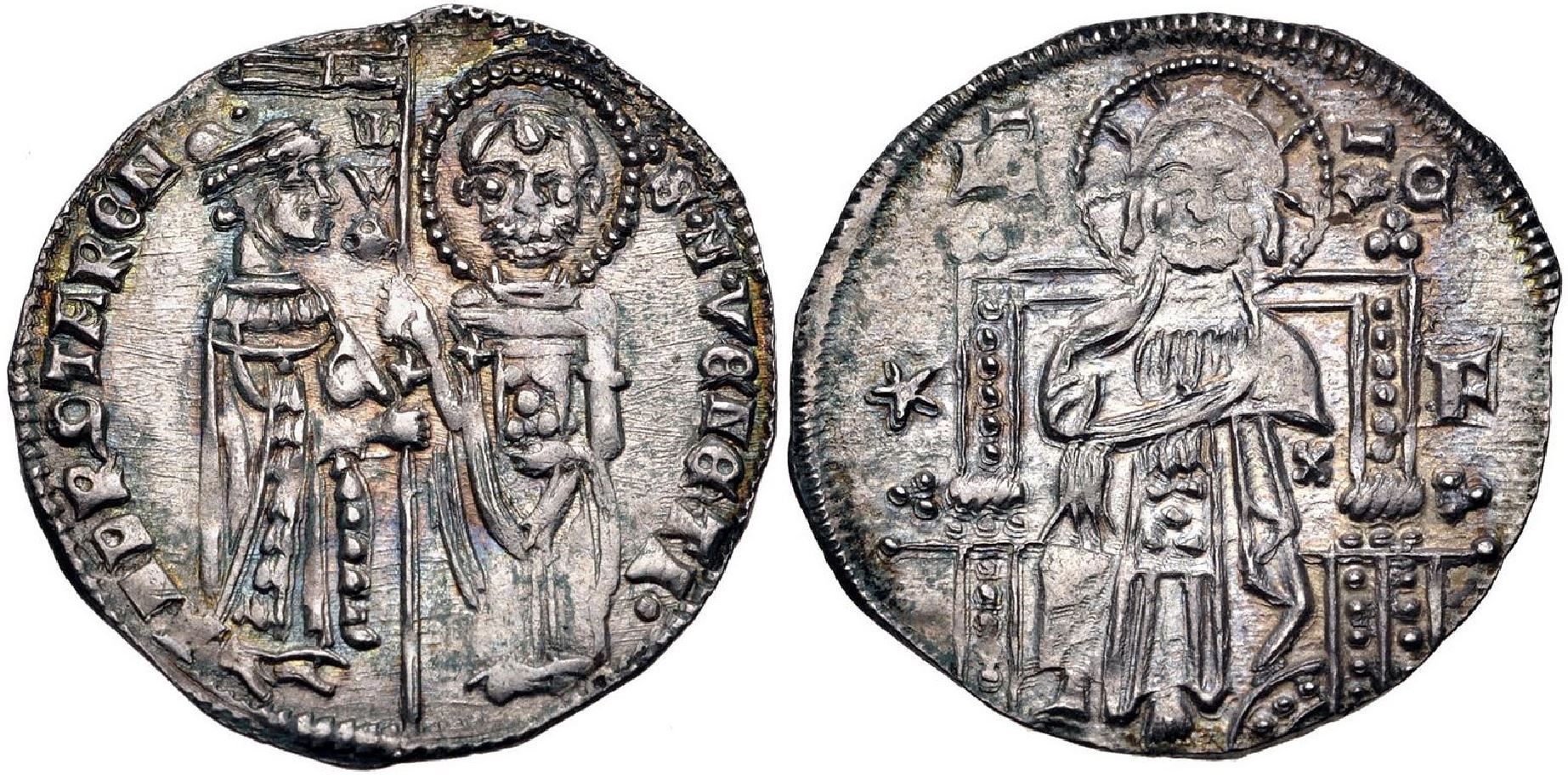
Гроссо Андреа Кантаріні

Андреа Контаріні (італ. Andrea Contarini) — 60-й венеційський дож у 1367—1382 роках.

## Біографія
Належав до патриціанського роду Контаріні, з рамі (гілки) Сан-Патерніан. Син Нікколо Контаріні. У молодості він подорожував як купець. Не виявляв особливої моральної суворості в молодості, він та його друзі часто відвідували борделі та навіть монастирі, де мав численних коханок. У 1340-х роках обіймав посаду подести міст Пірано і Паренцо. 14 березня 1350 року призначається ректором (намісником) Спалато. 19 січня 1351 року він став прокуратором юстиції. 1 серпня 1351 року призначається консільєре (радником) дожа Андреа Дандоло. 3 червня 1352 року його було обрано прокуратором de citra Святого Марка, де він був відповідальним переважно за благодійні завдання та виконання фундушів та заповітів.
1355 року після викриття змови дожа Марино Фальєро новостворена Рада десяти ініціювала Дзонту (тимчасової комісії з 20 обраних шляхтичів), куди увійшов Андреа Контаріні, але без права голосу. Напочатку 1356 року стає одним з проведиторів (військових комісарів із фінансовими повноваженнями) Тревізо. У серпні 1356 року брав участь у посольстві до угорського короля Людовика I з прохання пропустити новообраного дожа Джованні Дельфіно з Тревізо до Венеції. У 1358 року брав участь у посольствах до імператора Карла IV, а потім Франческо I да Карарра, сеньйора Падуї. Наприкінці того ж року призначається радником дожа Дельфіно. У 1360 році знову брав участь у посольстві до угорського короля.
У 1361 і 1365 роках брав участь у виборах дожа, але без успіху. 1363 року очолював посольство до бунтівних венеційських колоністів на Криті, але не досяг успіху. Разом з іншими посланцями залишив острів без наказу. На судовому процесі в Сенаті Контаріні було засуджено до виплати 200 дукатів. Його також було позбавлено права обіймати будь-які посади, пов'язані з Критом, без обмежень у часі. У 1365 і 1366 роках брав участь у посольствах до папського двору в Авіньйоні.
20 січня 1368 року 25 голосами з 41 обирається новим дожем. 27 січня він прибув до Венеції з власного маєтку Гамбараре, намагаючись перед тим ухилитися від посади. Того ж року повстав Трієст, який в тім того ж року було упокорено. 1369 року було укладено домовленість з ординським ханом Абдуллахом, згідно з яким венеційські купці в Тані сплачували тамгу (податок з краму) 3% замість 4%.
З 1370 року погіршуються стосунки з Франческо I да Каррара, сеньйором Падуї. 2 липня 1372 року було викрито змову, за якою деякі повії та ченці мали отрути криниці у Венеції. Це спричинило відкриту війну. До вересня 1373 року бойові дії велися з перемінним успіхом, але венеційці, незважаючи на загрозу з боку Угорщини та Австрії, змогли домогти вигідних умов мирного договору: сеньйор Падуї був змушений виплатити контрибуцію у розмірі 280 тис. дукатів та демонтувати укріплення вздовж кордонів, надати податкові пільги венеційцям, які мали власність в Падуї.
Водночас погіршувалися відносини з Генуезькою республіки. До того ж сама Венеція переживала економічну кризу. Протягом 1374–1378 років дож разом з магістратами активно готувався до війни. 1376 року генуезці допомогли повалити візантійського імператора Іоанна V, союзника Венеції. 1378 року почалася венеційсько-генуезька війна, де суперника обмінялися перемогами біля Анціо та Трогіра. Але 1379 року венеційці допомогли відновитися на троні Іоанну V, але невдовзі генуезці перемогли у битві біля Поли. Наслідком стала втрата Кіоджі, Маламокко, Повельї, Сант-Еразмо. Те спричинило підтримку Генуї Франческом I да Каррара, австрійським герцогом Леопольдом III та угорським королем Людовиком I, які жадали розділити венеційські землі. Перший зумів зайняти землі біля По, Австрія приєднала Трієст, а король Угорщини закріпився в Трогірі та Істрії.
Блокада призвела до нестачі харчів у Венеції. У самого дожа почалися фінансові труднощі, незважаючи на статки у 14 тис. дукатів та зарплатню у 20 тис. дукатів. Тому він попросив про звільнення від податків. Андреа Контаріні особисто очолив венеційський флот, з яким прорвав блокаду й в боях з 22 грудня 1379 до 24 червня 1380 року здобув повну перемогу над генуезцями біля Кіоджі.
Війна продовжувалася набігами та невеликими битвами з різним результатом. Супротивники були виснажені та без жодної надії на перемогу один над одним. 4 вересня 1380 року за наполяганням дожа було прийнято до Великої ради представників 30 родин, які в цей час надали значні позики, що дозволило продовжити війну. Нарешті сторони вирішили погодитися на посередництво та компроміс 1381 року, закріплений Туринським миром, який переважно був на користь ворогів Венеції, втративши Далмацію на користь Людовика I, Тревізо (на користь Франческа да Каррари), Трієст і Конельяно (на користь Австрії), Тенедос (на користь Савойї як посередника при укладанні договору), обмежила торгівлю у Чорному та Азовському морях, на Кіпрі. Втім стратегічно Генуя зазнала поразки, оскільки її військово-морська потуга була зламана.
5 червня 1382 року Андреа Контаріні помирає. Поховано у церкві Санто-Стефано, він став першим дожем, на похоронах якого було прочитано урочисту промову
Мав синів від дружини Констанци Морозіні Паоло, Бертуччі, доньок Антонію, яка вийшла заміж за Томмазо Джустініані, та Контарі, яка вийшла заміж за Маттео Граденіго, а також позашлюбного сина Марино.